# Budismo na Líbia
No censo da Líbia de 2007  havia mais de 13000 trabalhadores do Sri Lanka e alguns de outros países budistas (cerca de 12000 coreanos e mais de 2.000 cidadãos da China) que compunham cerca de 0,3% da população total da Líbia. Isso torna a Líbia o país com o de maior proporção de budistas na África do Norte. A Líbia não tem nenhum pagode budista nem templo.
- Theravada budistas constituem dois terços e são principalmente cingaleses enquanto o terço restante se segue ao Budismo do Leste Asiático são cidadãos coreanos ou chineses.